# Leading indicator
Leading indicator è un termine inglese che rappresenta tutti quei tipi di indicatori economici che vengono usati per predire l'evoluzione del ciclo economico.
Ci sono vari tipi di leading indicator:
- esempi europei sono l'€-coin[1], calcolato mensilmente dalla Banca d'Italia, e il CLIs[2], conosciuto in Italia come il "superindice Ocse", stilato dall'Ocse;
- un altro famoso leading indicator americano è quello pubblicato dall'ente americano The Conference Board, chiamato LEI[3].